# مازیار محمدی‌نژاد
مازیار محمدی نژاد انیماتور و کارگردان معاصر ایرانی است.

## زندگی‌نامه
یکم فروردین ۱۳۵۸ در شیراز متولد شد.
فعالیت‌های خود را با نقاشی و موسیقی آغاز کرد و در سال ۱۳۷۶ ساخت انیمیشن کامپیوتری را فرا گرفت و به عنوان انیماتور در صدا و سیمای مرکز فارس مشغول به کار شد. ساخت انیمیشن را با فیلم‌های کوتاه آغاز کرد و سپس به تولید سریال و فیلم سینمایی بلند روی آورد. او هم‌اکنون مدیر عامل شر کت فیلم‌سازی زاگرس فیلم است که تولید انبوه انیمیشن را در دستور کار دارد. او با ارائه روش‌های نوین در تولید انیمشین در جشنواره فن‌آفرینی شیخ بهایی سال۱۳۹۱ موفق به دریافت عنوان فن‌آفرین برتر در زمینه علوم انسانی شد.

## فیلمشناسی
مازیار محمدی نژاد در سال ۱۳۸۰ فیلم کوتاه « آنچه باقی ماند» را کارگردانی کرد که در همان سال به عنوان دومین انیمیشن برتر تولیدات کشورهای اسلامی پس از تلویزیون عربستان انتخاب شد.
از سال ۱۳۸۱ ساخت فیلم سینمایی هفت رنگ را بر اساس فیلمنامه ای از حمیدرضا حافظی آغاز کرد. ساخت این فیلم که نخستین انیمیشن سینمایی سه‌بعدی ایران است پس از سه سال در ۱۳۸۴ به پایان رسید. او در سال ۱۳۸۸ تهیه و کارگردانی مجموعه انیمیشن «جزیره چالاک» در شصت قسمت برای صدا و سیمای مرکز فارس و همچنین تهیه‌کنندگی مجموعه انیمیشن «دشت بابونه» را به پایان رساند. او هم چنین تهیه‌کنندگی مجموعه تلویزیونی« بابا دریا» در بیست و شش قسمت برای مرکز خلیج فارس و کارگردانی سریال انیمیشن سه بعدی «شهر راز» به مدت چهارصد دقیقه برای مرکز پویانمایی صبا  را در سال‌های ۱۳۹۰ تا ۱۳۹۳ انجام داد.

## فعالیت‌ها
1. کارگردان نخستین انیمیشن سینمایی سه بعدی ایران[۸][۹]
2. تهیه‌کننده انیمیشن
3. مدیر گروه تلویزیون و انیمیشن دانشگاه هنر شیراز

## جوایز و افتخارات
- پروانه زرین بهترین کارگردانی بلند پویانمایی از جشنواره بین المللی فیلم‌های کودکان و نوجوانان اصفهان ۱۳۹۳.[۱۰][۱۱]
- جایزه ویژه هیئت داوران و پروانه زرین بهترین فیلم بلند ویدئویی از جشنواره بین المللی فیلم‌های کودکان و نوجوانان همدان ۱۳۸۶. (فیلم سینمایی هفت رنگ)[۳][۱۲][۱۳]
- جایزه بهترین کارگردانی از جشنواره تولیدات تلویزیونی مراکز ۱۳۸۷ شیراز (مجموعه انیمیشن جزیره چالاک)
- جایزه بهترین تهیه‌کنندگی از جشنواره تولیدات تلویزیونی مراکز ۱۳۸۷ شیراز (مجموعه انیمیشن جزیره چالاک)
- جایزه ویژه بخش بهداشت از جشنواره تولیدات تلویزیونی مراکز ۱۳۸۷ شیراز (مجموعه انیمیشن جزیره چالاک)
- جایزه بهترین کارگردانی از جشنواره تولیدات تلویزیونی مراکز ۱۳۸۵ اصفهان فیلم سینمایی هفت رنگ)
- جایزه بهترین تهیه‌کنندگی از جشنواره تولیدات تلویزیونی مراکز ۱۳۸۵ اصفهان (فیلم سینمایی هفت رنگ)
- جایزه بهترین طراح تیتراژ از جشنواره تولیدات تلویزیونی مراکز ۱۳۸۵ اصفهان( فیلم سینمایی هفت رنگ)
- جایزه بهترین انیماتور از جشنواره تولیدات تلویزیونی مراکز ۱۳۸۵ اصفهان( فیلم سینمایی هفت رنگ)
- جایزه بهترین تدوین از جشنواره تولیدات تلویزیونی مراکز ۱۳۸۵ اصفهان (فیلم سینمایی هفت رنگ)
- پنج جایزه از جشنواره اعتیاد و آسیب‌های اجتماعی شیراز ۱۳۸۵
- راه یابی به بخش مسابقه فیلم‌های اول و دوم جشنواره فیلم فجر ۱۳۸۴. (فیلم سینمایی هفت رنگ)[۱۴]
- جایزه دوم بهترین انیمیشن از جشنواره بین‌المللی تولیدات تلویزیونی کشورهای اسلامی ۱۳۸۰ تهران (انیمیشن آنچه باقی ماند)
- جایزه بهترین کارگردانی از جشنواره تولیدات تلویزیونی مراکز ۱۳۸۰ ارومیه (انیمیشن آنچه باقی ماند)
- جایزه ویژه بین‌الملل از جشنواره تولیدات تلویزیونی مراکز ۱۳۸۰ ارومیه (انیمیشن آنچه باقی ماند)
- راه‌یابی به بخش مسابقه جشنواره یوناف آمریکا
- راه‌یابی به بخش مسابقه جشنواره فن انگلستان
- راه‌یابی به بخش مسابقه جشنواره ژوهانسبورگ آفریقای جنوبی
- راه‌یابی به بخش مسابقه جشنواره آسیا و اقیانوسیهABU
- راه‌یابی به بخش مسابقه جشنواره فیلم کوتاه تهران
- جایزه فن آفرین برتر در بخش علوم انسانی جشنواره فن آفرینی شیخ بهایی[۲]